# آرمی‌کراگ
آرمی‌کراگ (به انگلیسی: Armikrog) نام یک بازی ویدئویی در سبک ماجراجویی گرافیکی ساخته شده توسط داگ تنیپل با شراکت استودیو Pencil Test و منتشر کنندهٔ ورسوز ایول است. این بازی برای سیستم عامل‌های مایکروسافت ویندوز، لینوکس، اواس ده منتشر شده و برای کنسول‌های بازی پلی‌استیشن ۴ و وی یو قرار است در آینده منتشر شود. این بازی توسط اکثر اعضای گروه سازندهٔ بازی نورهود ساخته شده‌است و به عنوان دنباله‌ای معنوی بر این بازی به‌شمار می‌رود. همانند بازی نورهود، آرمی‌کراگ از تکنیک پویانمایی خمیری استفاده می‌کند. داستان این بازی حول شخصیتی به نام «تامی‌نات» و سگی عجیب و غریب به نام «بیک-بیک» می‌چرخد. او یک فضانورد است که همراه با سگ سخنگویش در یک سیاره عجیب به اسم آرمی‌کراگ سقوط می‌کند و در آن‌جا گرفتار مشکلاتی می‌شود.